# Desmond Mokgobu
Desmond Mokgobu (* 23. November 1988) ist ein südafrikanischer Leichtathlet, der sich auf die Langstreckenläufe spezialisiert hat.

## Leben
Desmond Mokgobu wurde als einziges Kind eines Glasmonteurs und einer Hausfrau in der nordöstlich gelegen südafrikanischen Provinz, Limpopo, geboren. Sein Lauftalent wurde während seiner Schulzeit entdeckt, als er vor allem im Crosslauf Erfolge vorzuweisen hatte. Von Vornherein brachte er, im Vergleich zu den Laufbahndisziplinen, ein größeres Talent für die Langstreckenläufe mit. Um seine Möglichkeiten weiter zu verbessern, zog er 2010 aus der Provinz nach Johannesburg, wo er seitdem lebt, und nahm dort zunächst unter Johannes Kekana das Training auf. Seit 2016 wird er vom ehemaligen südafrikanischen Langstreckenläufer Hendrick Ramaala trainiert.
Aufgrund der COVID-19-Pandemie und dem damit verbundenen Wegfall von Preisgeldern, geriet er, wie viele andere Athletenkollegen auch, in schwierige finanzielle Verhältnisse. Für sie ist der Leistungssport, aus Mangel an Sponsoren, nahezu die einzige Einnahmequelle.

## Sportliche Laufbahn
Mokgobu sammelte ab 2009 erste Erfahrung in Laufwettkämpfen gegen die nationale Konkurrenz. 2011 nahm er Juli an den Halbmarathon-Afrikameisterschaften teil und belegte in einer Zeit von 1:04:28 h den elften Platz. Ein Jahr darauf belegte er bei den heimischen Halbmarathonmeisterschaften mit Bestzeit von 1:02:29 h den vierten Platz. 2013 nahm er in Polen an den Crosslauf-Weltmeisterschaften teil, nachdem er sich zuvor bei den Ausscheidungswettkämpfen den dritten Platz im südafrikanischen Team erkämpft hatte. Im Erwachsenenrennen über 12 km kam er unter widrigen Bedingungen schließlich nicht über Platz 87 hinaus. Es stellte für ihn die erste Lauferfahrung im Schnee dar. 2014 bestritt er in Kapstadt erstmals einen Marathon als Leistungssportler, den er in 2:16:13 h absolvierte. Ein Jahr darauf belegte er mit 2:15:17 den dritten Platz beim Marathon von Santiago de Chile und qualifizierte sich damit für die Weltmeisterschaften in Peking, bei denen er im August an den Start ging. Dort kam er schließlich auf dem 41. Platz ins Ziel. Der Wettkampf fand unter extremen Hitzebedingungen statt, viele Athleten mussten das Rennen aufgeben. 2016 verbesserte er beim Kapstadt-Marathon seine Bestzeit auf 2:11:33 h. Eine erneute Steigerung gelang ihm im April 2017, als er beim Rotterdam-Marathon mit einer Zeit von 2:10:51 h den zwölften Platz belegte. Damit konnte er anschließend in London bei seinen zweiten Weltmeisterschaften an den Start gehen. Diesmal steigerte er sich auf den 21. Platz.
2018 siegte Mokgobu zunächst beim Oita-Marathon mit neuer Bestzeit von 2:09:31 h. Im Juli lief er in Port Elizabeth in 1:01:50 h persönliche Bestzeit im Halbmarathon. 2019 konnte er seinen Erfolg in Japan nicht wiederholen und wurde diesmal Neunter. Im April und im Mai erreichte er jeweils Top-10-Ergebnisse bei den Halbmarathons von Madrid, respektive Bukarest. Anfang Oktober nahm er in Doha an seinen dritten Weltmeisterschaften teil. Diesmal belegte er den 32. Platz. 2020 lief Mokgobu im Dezember beim Valencia-Marathon persönliche Bestzeit von 2:09:13 h und qualifizierte sich damit auch für die Olympischen Sommerspiele in Tokio. Das Rennen dort Anfang August konnte er schließlich nicht beenden.

## Wichtige Wettbewerbe
| Jahr                  | Veranstaltung                 | Ort                   | Platz                 | Disziplin             | Zeit                  |
| Startet für Südafrika | Startet für Südafrika         | Startet für Südafrika | Startet für Südafrika | Startet für Südafrika | Startet für Südafrika |
| --------------------- | ----------------------------- | --------------------- | --------------------- | --------------------- | --------------------- |
| 2013                  | Crosslauf-Weltmeisterschaften | Bydgoszcz             | 87                    | 12 km                 | 37:26 min             |
| 2015                  | Weltmeisterschaften           | Peking                | 41.                   | Marathon              | 2:34:11 h             |
| 2017                  | Weltmeisterschaften           | London                | 21.                   | Marathon              | 2:16:14 h             |
| 2019                  | Weltmeisterschaften           | Doha                  | 32.                   | Marathon              | 2:18:21 h             |
| 2021                  | Olympische Sommerspiele       | Tokio                 |                       | Marathon              | DNF                   |

## Persönliche Bestleistungen
Freiluft
- Halbmarathon: 1:01:23 h, 4. Juni 2022, Port Elizabeth
- Marathon: 2:09:13 h, 6. Dezember 2020, Valencia